# Поликарпов, Александр Романович
Александр Романович Поликарпов (1897 — 14 марта 1939, Ленинград) — сотрудник НКВД, палач-расстрельщик, старший лейтенант государственной безопасности (19.12.1936).

## Биография
Участник Гражданской войны. Член ВКП(б) с 1918 года. С того же года в органах ВЧК−ОГПУ−НКВД.
С августа 1933 года — комендант полномочного представительства ОГПУ (ПП ОГПУ) в Ленинградском военном округе (позже Административно-хозяйственное управление УНКВД Ленинградского округа). Занимался расстрелами в Ленинграде в отделении тюрьмы ГУГБ на Нижегородской улице, 39.
Был командирован 1 декабря 1937 года в район Лодейнопольского лагерного пункта Отдела мест заключения УНКВД Ленинградской области для осуществления операции по массовым расстрелам заключённых Свирлага. С 8 по 10 декабря вместе с П. Д. Шалыгиным расстрелял в Лодейном Поле 504 человека (из них 288 человек были расстреляны в один день — 9 декабря). Приказом по УНКВД ЛО 20 декабря 1937 года за «самоотверженную работу по борьбе с контрреволюцией» награждён ценным подарком.
Через два дня после ареста сослуживца М. Р. Матвеева застрелился из табельного оружия в ожидании собственного ареста, а комендантом УНКВД ЛО был назначен П. Д. Шалыгин.

## Награды
- Орден Красной Звезды (28.11.1936) — за «особые заслуги в борьбе за упрочение социалистической законности»
- знак «Почётный работник ВЧК-ОГПУ (XV)»[5].